# NK Istra 1961
NK Istra 1961 je chorvatský fotbalový klub z Puly. Klub hraje nejvyšší soutěž Prva hrvatska nogometna liga. Domácí zápasy hraje na stadionu Aldo Drosina s kapacitou 9 800 diváků.